# Olympische Sommerspiele 1912/Teilnehmer (Island)
| Gelbes Symbol für Goldmedaillen mit stilisierten Olympischen Ringen | Graues Symbol für Silbermedaillen mit stilisierten Olympischen Ringen | Braundes Symbol für Bronzemedaillen mit stilisierten Olympischen Ringen |
| ------------------------------------------------------------------- | --------------------------------------------------------------------- | ----------------------------------------------------------------------- |
| —                                                                   | —                                                                     | —                                                                       |

Island nahm an den Olympischen Sommerspielen 1912 in Stockholm, Schweden, mit einer Delegation von zwei Sportlern (zwei Männer) teil. Es war nach den Olympischen Sommerspielen 1908 die zweite Teilnahme an Olympischen Sommerspielen für Island, das noch nicht von Dänemark unabhängig war.

## Teilnehmer nach Sportarten

### Leichtathletik
Laufen und Gehen 
| Athleten        | Wettbewerb | 1. Runde | 1. Runde | Halbfinale    | Halbfinale    | Finale        | Finale        | Rang |
| Athleten        | Wettbewerb | Zeit     | Rang     | Zeit          | Rang          | Zeit          | Rang          | Rang |
| --------------- | ---------- | -------- | -------- | ------------- | ------------- | ------------- | ------------- | ---- |
| Männer          |            |          |          |               |               |               |               |      |
| Jón Halldórsson | 100 m      | ??       | ??       | ausgeschieden | ausgeschieden | ausgeschieden | ausgeschieden | ??   |

### Ringen

#### Griechisch-römischer Stil
Legende: G = Gewonnen, V = Verloren
| Athleten           | Wettbewerb         | Runde 1      | Runde 1  | Runde 2      | Runde 2  | Runde 3       | Runde 3  | Runde 4       | Runde 4  | Runde 4    | Runde 4  | Runde 6       | Runde 6       | Finale        | Finale        | Rang |
| Athleten           | Wettbewerb         | Gegner       | Ergebnis | Gegner       | Ergebnis | Gegner        | Ergebnis | Gegner        | Ergebnis | Gegner     | Ergebnis | Gegner        | Ergebnis      | Gegner        | Ergebnis      | Rang |
| ------------------ | ------------------ | ------------ | -------- | ------------ | -------- | ------------- | -------- | ------------- | -------- | ---------- | -------- | ------------- | ------------- | ------------- | ------------- | ---- |
| Männer             |                    |              |          |              |          |               |          |               |          |            |          |               |               |               |               |      |
| Sigurjón Pétursson | Klasse bis 82,5 kg | Lennart Lind | G        | Jussi Salila | G        | Oskar Wiklund | V        | August Rajala | G        | Béla Varga | V        | ausgeschieden | ausgeschieden | ausgeschieden | ausgeschieden | 9    |